# Chikako Murakami
Chikako Murakami (村上睦子?, Murakami Chikako; Tokoname, 10 ottobre 1970) è un'ex cestista giapponese.

## Carriera
Con il Giappone ha disputato i Giochi olimpici di Atlanta 1996 e due edizioni dei Campionati del mondo (1994, 1998).